# 相馬義胤 (十六代当主)
相馬 義胤（そうま よしたね）は、日本の戦国時代から江戸時代の武将。戦国大名。陸奥相馬氏第16代当主。

## 概要
小高城主。宇多郡・行方郡・標葉郡の領主。父・盛胤は天文の乱より後、晴宗派の伊達氏との確執が続く中、三春城（田村郡）の田村氏と和睦することによって所領の基盤を固めた。父の方策に従い幼き頃から各地を転戦。奥州の覇権を求めた伊達輝宗・政宗に近隣の諸大名・小名と合従連衡を繰り返して対抗した。
亡き曽祖父である伊達稙宗の隠居城（丸森城）やその近辺である伊具郡・宇多郡の領有権争いでは、大勢を決したため、田村氏の仲介を受け入れ、伊達氏へ伊具郡を返還し、一時和睦が成立した。
蘆名盛隆が死去し、関白に任官した豊臣秀吉の権勢が強まると、伊達氏はそれまでの洞 (武家)による支配体制を覆し、親戚である蘆名氏の領土（会津地方・中通り地方）を侵攻し始めた。その動きを警戒していた義胤は当初、中立的立場を保っていたが、人取橋の戦いを優勢に進めた岩城常隆・佐竹義重等と次第に連合軍を形成していった。
田村清顕の死後と豊臣政権の惣無事令の後、石川弾正を支援して再び伊達氏と戦い、田村清顕夫人（叔母）や田村梅雪斎、大越紀伊等と共に三春城占拠を画策。失敗して伊達政宗との決戦を望んだ。
政宗が田村氏を家臣に組み込み、相馬領の宇多郡北部（相馬郡新地町駒ケ嶺）を攻め取り、黒川城を陥落させて蘆名氏を降したことで義胤は窮地に立たされたが、蘆名氏はすでに豊臣家に臣従していたため、怒った秀吉は上杉景勝と蘆名義広の実父・佐竹義重へ「伊達政宗討伐令」を発令。義胤は岩城氏の援軍を得て伊達氏を攻め、海道での戦況を巻き返した。
しかし、政宗が二階堂氏の須賀川城をも陥落すると、会津、仙道地方では名だたる将兵が次々と政宗に屈服し、岩城常隆は伊達氏と和睦。直後に義胤は弟の隆胤を失うが、運悪く隆胤の進軍は政宗が小田原参陣中の出来事であったので反って相馬氏を攻めるための大義名分に利用された。
政宗は相馬攻略を画策したが、まもなく義胤は公儀取次 (豊臣政権)の石田三成のとりなしで事なきを得て、小田原征伐を終えた豊臣秀吉の奥州仕置で所領を安堵され、政宗が服属させた二本松領、蘆名領、二階堂領、白川領等へは織田信長の娘婿・蒲生氏郷が封ぜられ、岩城領へは佐竹義重の三男・貞隆が封ぜられた。これは豊臣政権の都合によるもので、伊達氏の勢力伸張を抑えるとともに、抑えにあたった氏郷には左遷同様であったが、義胤にとっては幸いであった。豊臣政権下では六大将とされる佐竹義宣と親交を深め、朝鮮の役などの行動を共にした。
関ヶ原の戦いでは大坂に嫡子・三胤（蜜胤・利胤）を残し、自らは所領の守りを固め、政宗に相馬領を通過させた。義胤の娘は岩城貞隆の正室となっており、相馬、岩城、佐竹は連帯している。慶長7年（1602年）、牛越城下において相馬野馬追のさなかに義胤に対し、関ヶ原で徳川方に与しなかったとして改易されたものの、三胤の訴訟運動で2代将軍徳川秀忠の旗本島田治兵衛の好意、徳川家重臣本多忠勝の機転による江戸城競馬での勝利、同じく重臣本多正信の家康・秀忠への説得などを得て、同年10月、嫡子をもって相馬氏による三郡の再統治を認められた。なお、会津仙道の上杉領には関ヶ原の戦いで東軍に属した蒲生秀行が封ぜられ、岩城領には伏見城の戦いで真先に西軍から攻められて討ち死にした徳川家老臣・鳥居元忠の嫡男・忠政が封ぜられた。
大坂冬の陣には義胤の嫡男・利胤が徳川方で出陣し、大坂夏の陣へは病で倒れた利胤の代わりに急遽、義胤が向かった。

## 生涯

### 生誕
天文17年（1548年）、第15代当主・相馬盛胤の嫡男として生まれた。
永禄2年（1559年）、伊達稙宗（丸森城）が小高城へ来訪、自分の娘を義胤の嫁に薦める。翌年（1560年）、稙宗の末娘・越河御前と結婚した。永禄6年（1563年）、青田顕治と中村城代・草野直清の反乱鎮圧にて初陣する。同年の室町幕府の記録では、全国五十三名の大名が「大名在国衆」として上げられているが、奥州では伊達晴宗・蘆名盛氏が織田信長らと名を連ね、相馬盛胤・岩城重隆らは「関東衆」として記されている。
永禄8年（1565年）、伊達稙宗が死去。伊達晴宗との間で稙宗の遺言をめぐり領土問題が起きる。この頃、家中では義胤の継母（実家は武石氏・亘理氏）の意見が多くなり、越河御前と離縁し、伊達家に帰したとされる。越河御前は離縁してからほどなくして死去したという。
義胤は父に付き従い各地を転戦した。相馬家は亘理氏（亘理城）、蘆名氏（黒川城）、田村氏（三春城）との不戦関係を維持する一方で、天文の乱以来の宿敵となる伊達氏（米沢城）と稙宗の隠居領を巡って伊具郡・亘理郡付近で争うことになった。

### 室町幕府崩壊　南陸奥の情勢
元亀4年（1573年）7月、織田信長が足利義昭を京より追放し室町幕府が崩壊。奥州探題・伊達晴宗の権威が弱体化した。
天正元年（1573年）、出羽国では最上氏当主の最上義守と嫡男の最上義光父子の間で争いが勃発（天正最上の乱）。伊達氏が介入する。
天正2年1月（1573年12月）、南陸奥では佐竹義重が白川義親（白河城）の弟・善七郎を内応させて浅川（石川郡浅川町）に挙兵させた。27日には須賀川勢（二階堂氏・須賀川城）が蘆名氏・田村氏と手切れしている。『伊達輝宗日記』正月二十日条には「会津より、田村より、須賀川むかって廿七日に手切候とて脚力参候」と記される。このとき田村隆顕・清顕父子は二階堂領だけでなく、勢いに乗って蘆名領、白川領まで攻め入り、田村氏の最大版図を築いた。一方、佐竹義重は赤館（東白川郡棚倉町） 他10城程を攻めとり、一旦は白川義親を本城に孤立させたが、蘆名勢の加勢によって追い払われた。
3月、蘆名盛氏は田村氏との和睦の調停を伊達輝宗に依頼するが容易に成立しなかった。3月23日には「会津・磐瀬ノ士卒」が田村領を攻め、二階堂氏が蘆名氏に服属した。
天正2年（1574年）4月、伊達実元・蘆名盛興が二本松義国・堀越宗範の八丁目城を攻略。また、伊達・信夫・苅田・柴田勢に陣触を出し天正最上の乱で混乱する出羽へ侵攻する構えを見せる。6月蘆名盛興が死去すると出羽国での戦闘は一時膠着する。この間義胤は最上氏へ共闘の打診をしたとされる。
9月10日天正最上の乱が和睦により終結し20日には田村隆顕が死去。同9月、再び赤館に押し寄せた佐竹勢を蘆名勢が撃退し、蘆名盛氏は白川義親と対面し、さらに那須資胤（烏山城）と面会して誓書を交わし、三家の同盟によって佐竹勢に対抗することをはかった。
10月、奥州管領の末裔・二本松畠山氏が伊達・蘆名方へ降伏した。
『東州雑記』は「（天正）三年（1574年）義重白川へ動（はたらき）、二月手ニ入、白川善七郎名代ニ立ル也」と記す。『奥羽永慶軍記』では白川義親は和田昭為の離反で敗れて佐竹義重に降参したとされる（年月日は記されず）。5月、蘆名氏は田村氏と戦い、蘆名家重臣の松本氏輔らが戦死。7月には二階堂盛義の実子・盛隆が蘆名家の人質から蘆名盛興の病死を経て蘆名家当主となっていた。
相馬氏は伊具郡・亘理郡で伊達氏と一進一退の攻防を続けていた。
天正3年（1575年）6月下旬、名取郡で大敗を喫す。亘理元宗、橋を落とし相馬軍の退路を断つ。盛胤後室の実家である亘理氏の伊達側への離反が発覚。相馬父子、辛くも撤退に成功する。
天正4年（1576年）春、義胤は桃生郡深谷（東松島市）の小野城主長江盛景の娘を妻に迎えた。7月17日の矢野目（丸森町舘矢間と小斎の中間付近）・冥加山（冥護山・明護山）の戦いでは伊達輝宗と戦い大勝を挙げている。
天正5年（1577年）7月、蘆名氏は田村氏とともに白河城を攻め落とした。佐竹氏が南方から北条氏政（小田原城）に攻められたのに乗じたものである（白河証古文書『会津若松史8』）。白川義親が再び白川家の実権を掌握した。次いで蘆名・田村は石川を攻め、石川昭光を「在城一ヶ所」に追いこんで石川領を制圧した。

### 伊達氏との抗争
天正5年12月5日（1578年1月12日）、伊達晴宗が死去。天正6年（1578年）1月、義胤は父の隠居により家督を継承した。
3月には関東管領の上杉謙信（春日山城）が死去し、御館の乱が勃発。同3月、義胤は二階堂家臣・須田大膳大夫の援軍を得た岩城氏と、相馬領南方の松本権現堂（推定・双葉郡浪江町権現堂）で戦っている。
4月、伊達輝宗が実弟石川昭光の苦境を救わんとして調停をはかるも蘆名、田村ともにこれを峻拒。蘆名・田村氏と石川氏の和睦は昭光の依頼を受けた白川義親が蘆名氏に接触して7月下旬に成立した。8月、白川義親と佐竹義重の和睦も成立した。その条件は赤館を白川方に、石川領を石川氏に返却すること、白川氏の名跡を義重次男が相続することなどとするものであった。義重次男喝喰丸が義親の養子となって入嗣し、白川氏の佐竹氏への服属が確定することとなった。
蘆名盛氏は早くから佐竹氏との交友を策し、二階堂盛義には田村氏との連携は滅亡の途であると説いていた。
天正7年（1578年）6月には田村清顕が塩松領主小浜城の大内定綱と不和となり、8月以降抗争を繰り返すようになった。
義胤は戦において引けを取ることはなかったが、一方で天正8年（1580年）頃には黒木中務宗俊（宗元）、堀内四郎宗和（晴胤）兄弟に背かれ、2人は輝宗の下に走った。2人の父である宇多郡黒木城主・藤田七郎晴近は義胤の母と同じ懸田一族であった。天正7年（1579年）冬、輝宗が相馬と同盟していた三春城主・田村清顕の娘・愛姫を自身の嫡男・政宗の正室に迎え入れると田村氏の後援も得難くなった。
天正8年（1580年）2月には、蘆名盛隆・佐竹義重・白川義親が出陣して田村氏との合戦となった（御代田合戦）。これは伊達氏に親近する田村氏と蘆名・佐竹連合軍の最初の合戦である。蘆名・佐竹連合軍には母が佐竹義重の妹であり、この頃二階堂盛義の娘を妻とした飯野平城の岩城常隆も加えられた。田村氏は北の塩松領主・大内氏との不和が続く中、西と南の勢力から同時に攻められることとなり、3月には田村清顕の弟重顕が二階堂勢を攻めて討ち取られている。6月、この田村氏劣勢の中で蘆名止々斎が死去した。
天正9年（1581年）3月半ば、伊達輝宗が信夫郡杉目城に出馬し、使者を持って田村と蘆名・二階堂・岩城の調停に乗り出した。輝宗は田村清顕から援軍の要請を受けている。4月1日、蘆名盛隆は佐竹義重へ御代田（郡山市田村町）を包囲したことを知らせ、輝宗からの使者は申し払ったことを伝えた。
4月10日、伊達勢が相馬の支城である新地（新地町谷地小屋、蓑首城）・駒ヶ嶺城（臥牛城）を攻略せんと坂本（山元町）に出陣する。相馬父子もまた大坪（相馬市）に出陣し対陣する。4月11日、伊具郡小斎城主・佐藤為信が離反（奥相茶話記・東奥中村記 他）。5月1日、伊達勢、小深田（新地町菅谷）に出陣。相馬父子、これを破る。5月上旬、伊達政宗初陣。7月13日、これより先に伊達父子金山・丸森を攻める。この日相馬父子、矢野目にて破られる。8月9日、伊達父子、再び小深田に出陣、相馬父子も大坪に出陣。谷地（新地町）に戦って伊達父子を破る。8月26日、二階堂盛義が死去。11月15日、相馬、伊達両軍伊具郡館山（丸森町）に戦う。同年、嫡男・虎王が生まれた。
天正10年（1582年）4月18日、田村氏と蘆名・佐竹氏との和睦が成る。

#### 織田信長死去後の動静
天正10年（1582年）6月2日、織田信長が家臣・明智光秀に謀反を起こされ、本能寺で自害した。
天正10年（1582年）8月、伊達輝宗・政宗伊具郡金津より矢野目に出陣したため、義胤は小斉・金山の境の冥加山に出陣して対した。二本松義継（二本松城）と大内定綱（小浜城）は伊達勢を援けて参陣している。
天正11年（1583年）1月、佐竹義重・岩城常隆・田村清顕が使者を派遣し、相馬・伊達の調停を図った（奥相茶和記・東奥中村記）。2月6日、相馬氏と伊達輝宗・政宗父子は伊具郡丸森城・金山城で戦った。『相馬戦国三代記（原著・奥相茶和記）』は2月下旬、田村清顕自身が宇多郡中村城下の長徳寺に来訪し、百日ほど長徳寺に宿泊して「金山・丸森はもともと伊達領であるので、これを返して和睦されよ。」と種々の条件を示したため、これに応じて5月にまず丸森を返還し、翌天正12年（1584年）金山を返還して和睦した、としている。和議の成立の時期は天正11年（1583年）5月とする『奥相茶話記』（相馬史料）の記述と天正12年（1584年）5月とする『性山公治家記録』（伊達史料）の記述で異なっている。
某年9月15日付け蘆名盛隆の「塩松境の者共、一両ヶ所心替わり候。之（これ）によって拠んどころ無く候間、来たる十八、風雨の嫌い無く出張」（原和様漢文）するとして、小川荘の小田切但波に黒川出馬を求めた書状がある。塩松に紛争が起こり、盛隆自身が同地領主の大内定綱の支援に出陣することを述べたものであろうと推測される。
天正11年12月、蘆名盛隆は、大内家中の混乱を伊達氏が「助勢」して取り静めたことを、「盛隆の所へ御昵懇の筋目」（原和様漢文）として伊達氏に謝した（『片倉代々記』天正十一年十二月条所収文書）。大内定綱は窮境のなかで蘆名・伊達両氏に接近している。
某年4月5日、義胤は伊達政宗と金山に対陣しているが、『歴代古案』はこれを天正12年としている。蘆名盛隆は「田村表」を攻撃し、宇田（相馬市）・金山（宮城県伊具郡丸森町）の間の通路に出陣して相馬氏を攻める伊達政宗に鉄砲隊・須江弾正左衛門の援軍を送った。田村清顕は相馬義胤と連携し、二本松義継の援軍を求めつつ、二階堂領小原田（郡山市小原田）を攻めた。岩城常隆は伊達輝宗に書状を呈し、蘆名盛隆と相談して出馬したことを知らせ、「塩松の儀、御意見に及ばざれ候や。肝要[　　　]（の至りに候カ）。年内太（大）内所へ別して御懇切の験（しるし）、この時に候」（原和様漢文）と伝えた。
『性山公治家記録』天正12年5月下旬条には田村清顕が「（前略）当春以来又宇多郡マテ出馬シ、逗留有テ様々御扱ヒ」を行ったものの、伊達輝宗が応じず、そのため清顕は佐竹義重・岩城常隆をも介入させて、ようやく和睦がなったことが記されている。
相馬氏は和睦の成立に伴い、伊達氏と協力して四本松（二本松市）の大内定綱を攻める密約を交わしたという。
田村清顕は大内定綱を五度攻めるが、自身の出馬した天正12年（1584年）8月12日の五度目の戦には弟の田村友顕が討たれ敗北を喫した。9月13日、岩城常隆が田村方の小野城を攻め谷津作（田村郡小野町）に陣を構えると10月、義胤が岩城領に攻め入ったため岩城常隆は兵を引いている。
天正12年（1584年）10月6日、蘆名盛隆死去。同月、伊達輝宗が隠居し、政宗が家督を継ぐ。
天正13年（1585年）、大内定綱が伊達氏からの離反を画策。まず相馬氏を頼りとして使いを走らせたが、義胤は大内が田村と不和であることを理由に断った（奥相茶和記）。4月、定綱は蘆名氏を頼って伊達氏から離反。5月、政宗、蘆名氏を攻め敗北する（関柴合戦）。6月14日、最上義光は岩城氏の家老三坂越前宛に書状を送り、岩城氏の会津後援を賛し、岩城氏が更に相馬氏と結んで伊達氏に対することを勧めた。
8月27日、田村勢が伊達政宗を援けて大内定綱の小手森城（二本松市針道）を攻める。9月、輝宗・政宗父子が大内定綱を攻めるべく安達郡宮森に在陣した。義胤は三春訪問の途次、政宗と小浜城・宮森城付近の陣所で初対面を果たしている。

#### 伊達政宗との死闘
10月8日、伊達輝宗が二本松義継に捕らわれて死去。14日には政宗の二本松攻めの援軍として田村清顕と共に三春城より出陣した。しかし、佐竹義重が二本松城救援のために北上してくると、義胤は他の南奥諸大名と共に佐竹方に付いた。11月17日の人取橋の戦いでは、蘆名・佐竹連合軍に加わり、約300騎で佐竹勢と二階堂勢との間に本陣を構え、東義久、岩城常隆らが伊達勢の高倉城を貫くと、佐竹義重・白川不説斎の本陣勢と共に政宗の本陣へ攻め上った。
天正14年（1586年）、二本松城を攻めあぐねていた伊達方は、老臣伊達実元を中心に政宗を説き伏せ、田村清顕と共に義胤に和議の斡旋を依頼。その結果、7月16日に二本松城は開城され、二本松国王丸・新城盛継らが会津へと退去した。実元の子・伊達成実は二本松城主となった。成実の正室・亘理御前は義胤から見れば妹の娘に当たる。10月9日に田村清顕が死去すると、田村家中では相馬・伊達のどちらにつくべきかで争いが生じ、これに伴って義胤と政宗の関係は決裂していく。11月、蘆名盛隆の実子・亀王丸が死去した。
天正15年（1587年）3月、蘆名家臣金上盛備の斡旋で佐竹義重の実子・義広が白河結城家から出て、蘆名家へ養子に迎えられた。これに対して4月25日、政宗は相馬・岩城との同盟を強くすべく家臣国井新左衛門を三春に遣わし、岩城・相馬の両家の和睦を田村の家臣に取持つよう命じた。仲介役は田村起雲斎憲顕（田村義顕の次男）が務めた。5月18日、和睦が成立して相馬領と岩城領の国境である大菅原（富岡町）で義胤は岩城常隆と対面した。
天正15年（1587年）6月、九州平定を果たした豊臣秀吉は、目標を朝鮮や琉球の支配、東国平定に変じていく。
10月14日、最上義光の娘を妻にしていた鮎貝宗信が伊達家を離反し、討伐された。この頃になると、佐竹氏は中央の豊臣政権が発した惣無事令によって私戦を禁じられ、さらに伊達氏と蘆名氏の和睦斡旋を命じられたために、兵を公然と動かすことができなくなった。これにより惣無事令を無視する伊達氏は軍事行動が容易になり、周辺諸侯には伊達氏の勢力伸長を抑えられなくなった。同年、相馬氏も豊臣政権より奥羽惣無事を命ぜられている（『天正15年（1587年）極月3日富田左近将監書状。相馬家文書（原町市史）』）。
天正16年（1588年）2月、大崎家中の内紛に介入した政宗が敗北すると（大崎合戦）これを好機とみた蘆名義広は仙道を北上し、伊達領に攻め入った（郡山合戦）。4月18日、蘆名勢が伊達成実、大内定綱らによって退けられると、4月20日、政宗は相馬側へ離反した田村家臣石川弾正を討つべく安達郡築館（二本松市木幡）に出陣。義胤は月山（築山）城（二本松市戸沢）に入り弾正を支援した。5月11日、義胤は田村清顕継室（義胤叔母）の依頼に応じて、田村家中の伊達派を押さえ込もうと三春城入城をはかったが、伊達派の田村月斎らに銃撃されて江井胤治ら側近多数が討死し、命からがら船引城（田村市船引町）へ逃れた(天正田村騒動)。5月15日、伊達政宗・片倉小十郎が大越城（田村市大越町上大越）を攻めたが、守備していた標葉郷大将の泉田雪斎・胤清父子らがこれを撃退した。5月16日、政宗は石川弾正と相馬義胤の兵を小手森（二本松市針道）に攻めた。義胤が船引から脱出し、石川弾正が月山城を捨てると、5月17日には石沢（田村市船引町石沢）・百目木（二本松市）の城も落とされたが、閏5月23日、亘理元宗父子が新地・駒ヶ嶺の間の大森へ出陣してくると義胤はこれを撃退した。6月20日、義胤は田村顕康（月斎の子）を田村郡宇都志城（田村市船引町上移）に攻めるが、鬼庭綱元が百目木より出陣し押し返され退却を余儀なくされた（貞山公治家記録）。同月、仙道方面での蘆名勢と伊達勢の戦いは膠着状態に入った。7月4日、義胤は常盤（田村市常葉町）を攻めた。「伊達治家記録」7月8日条には「義胤今岩井沢ニ在リ」と記されている。以後、義胤が岩井沢城（規模は不明）を本陣としており、当時陣場の目標として植えられた松は田村市の指定天然記念物「陣場の松」として今も残る。7月16日、岩城氏の仲介で蘆名・佐竹氏と伊達氏は和睦した。結果、8月、田村家当主には伊達方の推す田村宗顕が即いた(田村仕置)。
天正17年（1589年）正月2日、岩城常隆が田村領小野に侵攻し、5日、田村梅雪斎（相馬派）の小野城（小野町）が落城。4月20日、同じく岩城氏によって鹿俣城（田村市）が落城する。伊達政宗は隣国相馬勢による背後からの攻撃を牽制するため、5月1日、川俣城主桜田元親らに命じて飯土居（相馬郡飯舘村飯樋）小屋林の砦を攻撃、その動きを察知して立てこもった相馬勢と合戦となった。5月4日、伊達政宗によって仙道蘆名方の安子ヶ島城が、次いで5日、高玉城が落城。同月、相馬・岩城・佐竹が田村領を攻めた。17日、相馬・岩城は常盤城（田村市常葉町）を攻め落とすが、18日の伊達治家記録に「義胤ハ田村ノ内岩井沢ニ出馬セラレ」とあるように、伊達氏に軍の動きを察知されており、19日には駒ヶ嶺城、20日に新地（蓑首城）など宇多郡北部の拠点を奪い取られた。政宗は駒ヶ嶺に黒木宗元、新地に亘理重宗を配した（政宗記・東奥中村記）。27日、門沢城（田村市船引町）を岩城勢が、6月4日、大平城（郡山市大平町）を佐竹勢が落とした。しかし猪苗代盛国が伊達方に寝返り、6月5日に蘆名義広は摺上原の戦いで政宗に敗れ、蘆名氏は本城黒川城を失い義広は実家佐竹氏の常陸国に逃れ、事実上の滅亡となった。
連合勢は田村領に在陣。飯土井小屋林の砦は鉄砲隊を投入した伊達勢に一時占領されていたが、6月18日、相馬父子が出陣し、ようやく奪還に成功した。この合戦による戦死者の数は百人を超えたと記録に残る。7月3日、岩城常隆は下枝城（郡山市中田町下枝）に進攻するも、伊達勢の激しい抵抗にあい退却している。

#### 伊達氏討伐令
7月4日、この頃までに日本の中枢を支配し、名実共に天下を采配するようになっていた豊臣秀吉は、上杉景勝、佐竹義重に伊達氏の討伐を命じた。7月上旬、相馬父子は新地・駒ヶ嶺を奪還すべく岩城常隆の援兵と共に亘理重宗を攻めたが、重宗の奥方（義胤の妹）が間に入って陳謝したため一旦引きあげている（奥相茶話記・東奥中村記）。7月18日、相馬勢は合計600余騎、上下5,000余人で夜中に中村城を出発。亘理勢と坂本犀ノ鼻（山元町）で戦った。しかし、連合勢は亘理氏の本城亘理城、田村氏の本城三春城を落とすことはなく、同7月には白川不説斎（小峰義親）が伊達氏に服属。10月には友軍の二階堂氏の本城須賀川城が陥落して、二階堂氏は滅亡した。11月4日には石川昭光が伊達氏に服属、11月27日には岩城常隆が伊達氏と和睦した。伊達氏は蘆名氏の版図（福島県の会津地方・中通り地方）を併呑し、相馬氏も一気に滅亡の危機に立たされることになる。

### 豊臣政権による小田原征伐
11月28日、豊臣政権は関東小田原の北条氏を追討することを決定し（小田原征伐）、関東・東北の諸侯に自軍への参加を求めた。相馬氏にも石田三成より、翌月の上旬に出仕を求める書状が届く。12月20日、政宗は中島宗久あての書状の中で、来春の相馬攻めのことを告げた（伊達文書）。
天正18年（1590年）1月3日、これより先に義胤は中島宗久の仲介で伊達との和議を請うが、これは難航した（伊達文書）。同日、政宗は中島氏当ての書状を送り、相馬の様子を探らせた（伊達文書）。相馬は岩城と伊達の和睦を知り、一方で単独では伊達への抵抗が難しいことを悟ったが、伊達氏の方略は北条と結んで佐竹を屈服させ、さらに豊臣氏に対抗するところにあった。1月20日、秀吉は政宗に書を送り、小田原への参陣を命じた。
3月18日、弟の中村城代相馬隆胤の兵が駒ヶ嶺を攻めて、敗北している（奥相茶話記・東奥中村記）。
4月3日、豊臣秀吉が小田原城を包囲した。4月上旬、会津黒川城西館において伊達政宗毒殺未遂事件が起き、政宗、弟の小次郎を斬る（伊達治家記録）。4月23日、相馬盛胤・義胤父子は新地城を攻めて失敗した（奥相茶話記・東奥中村記）。
5月9日、政宗は黒川城を出発（政宗記）。出発したが、下野国などを通過することができないため一旦帰国し、日本海側へ出て、越後から信濃を経由して小田原へ至る長旅を強いられた。5月14日、相馬隆胤が黒木宗元・亘理重宗の兵と塚部（相馬市）の小豆畑で戦い、敗北。童生淵（相馬市）で討死した（奥相茶話記・東奥中村記・貞山公治家記録）。奥相茶話記によれば、この後、義胤は伊達家臣・中島宗求から降伏を勧められたが、討死を決意して「我と死生を同じくしようとする者は（相馬氏ら千葉一門の守護神である）妙見のご神前において神水を飲むべし。異儀を唱えるものは来るに及ばず。我は少しも恨みに思いはしない。」と言い、まさに最後の一戦を挑まんとしたという。この時一同が飲んだとされる御神水の井戸は、小高城跡に立つ小高神社の裏にある。
5月下旬、豊臣秀吉に謁見のため、義胤は相模小田原に赴く（相馬藩御経済略記 他）。
6月5日、政宗は小田原に到着。片倉景綱は相馬氏について、政宗留守中の戦闘（小豆畑の戦い）を言語道断とし、相馬討伐の許しを得ていた（天正十八年六月十四日 片倉景綱書状「原町市史中世編年史料」）。小田原より帰還した政宗は相馬攻めを計画した（天正十八年六月廿六日 伊達政宗書状「原町市史中世編年史料」）。

#### 宇都宮仕置と奥州仕置
7月5日、北条氏政が豊臣政権に降伏した。7月7日、政宗は大里城（岩瀬郡天栄村）に拠る矢田野氏の抵抗がいまだ収まらなかったため、そちらに全勢力を傾け相馬攻めを延期した（天正十八年七月七日 伊達政宗書状「原町市史中世編年史料」）。
7月26日、小田原征伐を終え、制圧軍を奥州に向けた豊臣秀吉が宇都宮に到着し、関東諸侯の措置を発表した（「宇都宮仕置」）。義胤は三郡の本領を安堵された。「東奥中村記」によれば、小田原攻めの際に、相馬氏は遅参したために領地を召し上げられそうになったが、公儀取次であった石田三成の執り成しで事無きを得たという。葛西晴信・大崎義隆の両名は、小田原に参陣しなかった事を理由に領地を没収された。8月9日、秀吉が黒川城に入り、奥州仕置を発令した。伊達氏は所領を大きく減らし、特に昨年併合した旧蘆名領は没収された。蘆名氏の旧領へは蒲生氏郷が、大崎氏・葛西氏の旧領には木村吉清・清久父子が封ぜられた。
10月初旬、葛西大崎一揆が勃発した。12月7日、三郡検地の結果、相馬氏は宇多・行方・標葉3郡の内に48,000石の安堵となった（豊臣秀吉朱印宛行状）。

#### 豊臣政権下
天正19年（1591年）、長女（岩城貞隆室）が生まれた。同年9月、伊達政宗が再仕置により、置賜郡米沢から玉造郡岩手沢へ所領削減の上で移封された。
文禄元年（1592年）、文禄・慶長の役に従軍し名護屋の本宮へ在陣。文禄2年（1594年）、次男（左近及胤）出生。
文禄4年（1595年）2月7日、蒲生氏郷が死去。
慶長元年（1596年）8月、妻子と共に小高へ帰城。嫡男・虎王の元服に際しては石田三成から偏諱を受けて「三胤」と名付け、蘆名盛隆の次女（蘆名義広の養女）を三胤の正室に迎えた（江戸崎御前）。同年には、現在の南相馬市小高区村上海岸に面した丘陵に村上城を築き、居城の移転を進めるが、移転中の火事により焼失し、さらにこれを不吉として移転は断念された。代わりに牛越城（南相馬市原町区牛越）を建築し始めた。
慶長2年（1597年）正月1日、秀吉、朝鮮再征を令す。5月、居城を小高城から北の牛越城に移す。この牛越城普請に関係し、重臣の泉胤政が出奔している。出奔の原因は、公儀の下奉行と泉の奉行とが喧嘩を起こしたが、これを泉が私曲して伐したため、義胤が泉を誅伐しようとしたため泉は逃走した、とされる。泉は後に上杉家に仕えて慶長出羽合戦で活躍した記録があり、さらに後の慶長7年（1602年）には相馬家に帰参している。帰参の時期が相馬家の改易の時期と重なることから、牛越城近くに海運拠点港を欲した義胤が、元は田村氏の一族であり中郷（行方郡新井田川流域）の大将格であった泉氏を、障害として排除しようとしたのではないか、という説がある。
慶長3年（1598年）3月、上杉景勝が越後から会津へ転封となった。7月、三胤上京した。

### 豊臣秀吉死去後
慶長3年（1598年）8月18日、豊臣秀吉死去。慶長4年（1599年）8月、大坂より相馬領小高へ下向。三胤は大坂に留まる。

### 関ヶ原の合戦
慶長5年（1600年）、相馬封境の警備を固めた。6月17日、政宗は大坂を経ち帰途に着く。義胤は政宗の相馬領通過と宿泊を承諾した。7月、徳川家康が上杉景勝を攻めんとして会津征伐軍を挙げると、畿内では石田三成が挙兵し、9月15日の関ヶ原の戦いに繋がった。日付不明であるが、同年、義胤に三男（越中尚胤）が出生。長女は岩城貞隆（佐竹義重の三男）の正室となっている。
慶長6年（1601年）1月11日、伊達政宗が新たな居城として仙台城の城普請を始めている。1月20日、家臣水谷胤重の進言によって伊達勢とともに上杉景勝領の二本松に夜襲を仕掛けさせた（月夜畑の戦い）。なお、この年、義胤の親族に訃報が続いている。3月、弟・郷胤死去。5月、三胤室・江戸崎御前死去。10月、父・盛胤死去。

### 改易騒動
慶長7年（1602年）5月、関ヶ原の合戦時に反徳川的とされた佐竹義宣は、江戸に近い常陸一国を没収され、現在の秋田県へ転封されることになった。佐竹氏の与力大名であった相馬氏も連座して改易されることとなった。義宣から1万石を与えるとして、すなわち家臣として誘われたがこれは丁重に断り、改易撤回を求める使者として長男相馬蜜胤（石田三成の偏諱の三胤から改名）を江戸へ向かわせた。この時、水谷胤重が記しておいた月夜畑の戦いにおける相馬方の戦死者名簿を提出した。徳川家重臣本多正信の執り成しもあり、10月に改易は撤回され、所領安堵となった。本多忠勝の遺文『中泉記』では「武士の情け」と題する章で、相馬小太郎（蜜胤）が忠勝の機転で競馬に勝利し、所領安堵を勝ち取ったとされている。この逸話は「大穴」の語源となった。同年には徳川秀忠の養女を蜜胤の正室に迎えた。
慶長8年（1603年）、再び小高城を居城とし、牛越城は廃城となる。
慶長16年（1611年）8月21日、会津地震が発生。次いで10月28日、慶長三陸地震が発生。本拠をそれまでの小高城から中村城に移転することによって、藩主権力を強化するとともに城下集落を構築し、海岸部には松林を造成し、内陸部では「堤」＝溜池を設置するなど、震災の復興に務めた。
慶長17年（1612年）4月、義胤は家督を相馬利胤（三胤→蜜胤→利胤と改名。「利」は幕閣の重鎮土井利勝の偏諱から）に譲り、小高城から泉田（浪江町北幾世橋）に隠居した。
慶長19年（1614年）大坂冬の陣には利胤が出陣。翌年（1615年）の大坂夏の陣にも利胤が向かうが、その途中病気となり、急遽代わりに義胤が向かった。利胤が寛永2年（1625年）に病死すると、孫の2代藩主・虎之助の後見役となり、隠居した後も直接ではないが藩政に深く関与していた。
寛永12年（1635年）11月16日没。享年88。

## 家臣
- 佐藤好信
- 藤橋胤泰
- 水谷胤重
- 木幡継清
- 木幡高清

## 人物・逸話
- 伊達政宗の初陣となった天正9年（1581年）の矢野目の戦以来、鉾矢形の陣備を好んで用い、人数を揃え自ら先頭を進み、馬首を敵中に突っ込んで戦った。
- 天正16年（1588年）義胤が三春城へ入り損じたとき、相馬派の田村家臣・大越紀伊守（顕光）の小舅・甲斐守が伊達派の田村月斎、刑部（橋本顕徳）の妻子を人質に取れば城を明け渡すはずと進言したが、義胤は「男のいない屋敷に押し入って女子供を人質に取るのは恥である。敵が襲ってこれば潔く切腹するまで。」と言ってこの進言を退けた。義胤の武士道精神を伝える逸話である。
- 慶長5年（1600年）の関ヶ原の戦いのとき、政宗は相馬領を通過するが、その前日、政宗のお迎えとして片倉小十郎が現在の南相馬市鹿島区へ、七・八百人ほどの兵を引き連れて乗り入れ、宿を取っている。このとき小十郎は盛胤付家老・加藤左近と会談し、お家は大事であるので殿（盛胤・義胤父子）をよく諌めて徳川方に付くように話している。加藤左近は承諾した。
- 慶長7年（1602年）5月、改易を受けた義胤は三春領内大倉（田村市）一時移住することにしたが、この時三春城代であった蒲生郷成と「御入魂」の間柄になったという。（相馬藩世紀・戦国時代の相馬）
- 義胤が最晩年（80代）の頃に江戸城に登城した折、城内に入って下馬した時に丁度政宗が退出してきたが、政宗はすぐには輿に乗らずに暫く立って義胤を見送った。義胤はこれを見て、初対面の後、宮森城へ見舞に来た政宗が自分を嚇して試そうとしたことを思い出し、孫の虎之助に向かって「若い者は朝夕交わる仲でも、気を抜かずに用心すべきである。」と忠告したという。この逸話は大将たる者はいついかなる時も動じてはならないという教訓と親しき仲にも礼儀ありという二通りの意味で語られる場合がある。
- 同慶寺の住職の話や『相馬の歴史と民俗から』岩崎敏夫、「義胤朝臣御年譜一」[34]寛永12年11月16日条によれば、その遺体は遺言により甲冑を着せ、武器を持たせ、伊達氏の勢力圏である北向きに埋葬されたという。この気迫と信念が相馬を守り、寸土をも許さなかったと言われ、岩崎氏は義胤を強いばかりでなく武士道の権化であると評している。
- 義胤の書状は19通ほどしか発見されていない。このため非常に多くの書状を残した筆豆な政宗に対して、冗談やからかいで筆不精の義胤と呼ばれている。